# Walther Neye
Walther Neye (* 24. Juli 1901 in Arnsberg; † 12. August 1989 in Berlin) war ein deutscher Jurist und von 1952 bis 1957 Rektor der Humboldt-Universität zu Berlin.

## Leben

### Jugend und Ausbildung
Nach dem Besuch eines humanistischen Gymnasiums in Potsdam legte er im Jahre 1919 das Abitur ab. Hiernach trat er in den Grenzschutz Oberschlesien ein, einen Verband, der von dem Rat der Volksbeauftragten ins Leben gerufen wurde, um wegen Grenzstreitigkeiten mit Polen die deutsche Ostgrenze zu schützen (siehe auch Grenzschutz Ost). Im Herbst 1919 begann er das Studium der Rechtswissenschaft an der Friedrich-Wilhelms-Universität und schloss das Studium 1923 mit einem Prädikatsexamen ab. Es folgte 1924 die Promotion zum Thema Vollmacht über den Tod hinaus, insbes. bei Erbenstellung des Bevollmächtigten an der Universität Breslau und dann das Referendariat, das er 1927 mit dem zweiten Staatsexamen abschloss. Während des Referendariats bis 1935 war er auch als Repetitor tätig.

### Beruflicher Werdegang bis zum Kriegsende
1928 ließ sich Neye in Berlin als Rechtsanwalt nieder. Als die Nationalsozialisten die Macht übernahmen, trat er zum 1. Mai in die NSDAP ein (Mitgliedsnummer 2.634.196) und schloss sich auch dem Nationalsozialistischen Rechtswahrerbund an. Er wurde am 15. Juni 1938 zusätzlich zum Notar im Bezirk des Amtsgerichtes Berlin-Charlottenburg ernannt. Ab dem Sommer 1938 wurde vom Rechtswahrerbund ein Ehrengerichtsverfahren gegen Neye angestrebt, da er einer Jüdin ein Grundstück verkauft hatte. Es blieb bei einem Vermerk in den Akten des Landgerichtspräsidenten, ein Dienststrafverfahren unterblieb. Stattdessen wurde er 1939 vom Landgerichtspräsidenten sehr positiv beurteilt.
Im Februar 1940 trat er nach Abschluss eines Dienstvertrages in das Reichsluftfahrtministerium ein und war dort als Referent in der Industrieabteilung tätig. Von Oktober 1941 bis November 1942 war er wieder als Notar tätig, bevor er in die besetzten Niederlande kommandiert wurde. Dort wurde er bis 1944 in der Verwaltung des Philips-Konzern in Eindhoven eingesetzt.

### Nachkriegstätigkeit
Nachdem Neye eidesstattlich gegenüber dem Magistrat Groß-Berlins versichert hatte, nicht Mitglied der NSDAP gewesen zu sein, wurde er im Juni 1945 wieder vorläufig als Rechtsanwalt in Berlin zugelassen und im Juli 1945 vorläufig wieder zum Notar bestellt. Bis 1947 war er noch als Anwalt und Notar tätig.
Neye nahm ab dem Wintersemester 1946/47 einen Lehrauftrag im Privatrecht an der Humboldt-Universität wahr. Bei der Bewerbung hatte er abermals eidesstattlich versichert, kein Mitglied der NSDAP und darüber hinaus dem Regime unter Adolf Hitler stets kritisch gegenüber eingestellt gewesen zu sein. Ausschlaggebend für den Dekan der juristischen Fakultät Hans Peters war Neyes Tätigkeit und Erfahrung als Repetitor. Für die Benennung kam Neye der Personalmangel an geeigneten juristischen Hochschullehrern zugute. Auf eine Anfrage der Universität Rostock nach einem geeigneten Hochschullehrer für Zivilrecht wurde der Universität 1947 durch die Deutsche Zentralverwaltung für Volksbildung (DVV) Neye benannt. Die Rostocker Universität bot ihm in den folgenden Verhandlungen eine außerordentliche Professur für Bürgerliches Recht an, ohne dass er eine Habilitation verfassen müsste. Hierauf wurde er in Berlin im Oktober 1947 zum Professor mit vollem Lehrauftrag ernannt. Rostock schlug ihn daraufhin im Dezember 1947 zum Ordinarius vor, die DVV entschied aber, dass er – unter anderem wegen des Weggangs von Professor Heinrich Mitteis – in Berlin zunächst unabkömmlich sei. Im Juli 1948 wurde in Berlin beschlossen, Neye zum ordentlichen Professor ernennen zu lassen. Am 20. Oktober 1948 erfolgte durch den Präsidenten der DVV Paul Wandel die Ernennung zum ordentlichen Professor für Privatrecht an der Humboldt-Universität zu Berlin.
1950 wurde Neye der Dekan der Rechtsfakultät der Berliner Universität und war dann 1952 bis 1957 Rektor der Humboldt-Universität. Bei der Ernennung zum Rektor setzte er sich in der Abteilung Wissenschaften des Zentralkomitees der SED gegen den Wirtschaftswissenschaftler Jürgen Kuczynski durch. 1952 wurde er Mitglied im Friedensrat der DDR. 1954 wurde Walther Neye erstmals mit dem Vaterländischen Verdienstorden ausgezeichnet. Wie viele Künstler und Wissenschaftler wohnte er in der Straße 201. 1960 wurde er mit dem Vaterländischen Verdienstorden in Gold geehrt. 1963 trat Neye in die SED ein und wurde im Mai 1963 Vorsitzender der Kommission für die UNESCO-Arbeit der DDR. 1966 wurde er Direktor des Lehrstuhls für westdeutsches und ausländisches Zivilrecht.
Zum 1. September 1967 erfolgte seine Emeritierung.
Neye war Mitinitiator des Grosscourth-Ausschusses und Mitglied des Präsidiums des Deutschen Friedensrats.